# شلگینو
شلگینو (قزاقی: Шелегино) یک دریاچه در استان قزاقستان شمالی کشور قزاقستان است.